# RobotWar
RobotWar est un jeu vidéo de programmation créé par Silas Warner. Ce jeu, ainsi que le programme compagnon RobotWrite , ont été développés à l'origine dans le langage de programmation TUTOR sur le système PLATO dans les années 1970. Plus tard, le jeu a été commercialisé et adapté pour l' Apple II et publié par Muse Software en 1981.Le principe est que dans un futur lointain de 2002, la guerre a été déclarée dangereuse pour la santé humaine, et que les pays ont maintenant réglé leurs différends dans une arène de bataille remplie de robots de combat .Comme l'indique le manuel, « La tâche qui vous attend est la suivante : programmer un robot qu'aucun autre robot ne peut détruire ! »
L'activité principale du jeu consiste à écrire un programme informatique qui fait fonctionner un robot (simulé). Le joueur sélectionne plusieurs robots qui se battent dans une arène jusqu'à ce qu'il n'en reste qu'un seul. Les robots n'ont aucune connaissance directe de l'emplacement ou de la vitesse des autres robots ; ils utilisent uniquement des impulsions radar pour déduire la distance, et utilisent peut-être des techniques de programmation astucieuses pour déduire la vitesse. Le joueur n'a aucun moyen de prendre réellement part à la bataille. 

## Programmation de robots
Le langage des robots est similaire au BASIC . Il y a 34 registres qui peuvent être utilisés comme variables ou pour les fonctions d'E/S des robots . Un exemple de programme du manuel du jeu est :
```
SCAN
  AIM + 5 TO AIM ; MOVE GUN
  AIM TO RADAR ; SEND RADAR PULSE
LOOP
  IF RADAR < 0 GOSUB FIRE ; TEST RADAR
  GOTO SCAN
FIRE
  0 - RADAR TO SHOT ; FIRE THE GUN
  ENDSUB
```

Le robot équipé de ce programme balaie son radar en cercle, en envoyant des impulsions radar, et lorsqu'il détecte un autre robot, il tire un projectile réglé pour exploser à la bonne distance estimée par l'impulsion radar. Ce robot particulier reste immobile pendant toute la bataille, car il n'attribue jamais de numéro à ses registres de mouvement.

## Trame
Le jeu se déroule dans le futur, en 2002. Les guerres ont été interdites et les conflits entre États sont maintenant réglés par des combats de robots en arène.

## Système de jeu
L’objectif du joueur est de programmer un robot capable de vaincre n’importe quel autre robot. Pour cela, il doit programmer des routines simples dans un langage ressemblant à un mélange entre le langage de bas niveau utilisé dans les ordinateurs de l’époque et du BASIC. Il peut ensuite confronter son robot contre des robots programmés par d’autres joueurs dans des combats rendus en 2D. Il ne peut cependant pas contrôler son robot directement pendant l’affrontement.

## Postérité
Au début des années 1980, le jeu devient particulièrement populaire dans la petite communauté des fans de micro-ordinateurs aux États-Unis avec notamment des compétitions annuelles organisés par le magazine Computer Gaming World. La version commerciale du jeu, publié sur Apple II par Muse Software en 1981, est issue d’une première version programmée en langage TUTOR sur le système PLATO dans les années 1970,,.
RobotWar a inspiré plusieurs titres du même genre. C’est par exemple le cas du jeu Core War, conçu par DG Jones et AK Dewdney en 1984, ou de Omega, un simulateur de tank robotiques conçu par Stuart Marks et publié par Origin Systems en 1989.